# Louis Martinet
Louis Martinet (* 1814; † 1895) war ein französischer Historienmaler, Galerist und Theaterdirektor.

## Leben
Der Schüler von Antoine-Jean Gros musste wegen eines Augenleidens seine Laufbahn als Maler aufgeben und trat 1849 als Inspektor in die l'administration des beaux-arts ein, für die er zwischen 1850 und 1855 Ausstellungen organisierte. 1857 legte er seine Funktionen nieder. Er wurde Mitglied der von dem Kaufmann und Kunstliebhaber Francis Petit 1859 gegründeten caisse de secours des artistes, für die er eine Retrospektive von Ary Scheffer veranstaltete.
Die Ausstellung fand in einer Galerie am Boulevard des Italiens statt, der Martinet in den folgenden zehn Jahren verbunden blieb. 1860 stellte er hier 25 Gemälde von Jean Siméon Chardin aus. 1861 wurde er Leiter der Galerie, die sich neben der klassischen Malerei vor allem zeitgenössischen französischen Malern widmete, die im Kunstbetrieb des Second Empire keinen Platz fanden (refusés).
So zeigte er neben Werken von Rembrandt, Ruysdael, Ribera, Ingres und Velázquez Bilder von Jean-François Millet, Jules Dupré, Théodore Rousseau, James McNeill Whistler, Pierre Puvis de Chavannes und Édouard Manet. Seit 1861 gab er den Courrier Artistique, eine Zeitschrift für zeitgenössische Kunst, heraus.
Als vehementer Verfechter des Urheberrechtes gründete er 1862 mit zweihundert Malern und Bildhauern die Société nationale des beaux-arts, die den beteiligten Künstlern die Vermarktung der eigenen Werke und finanzielle Unabhängigkeit sichern sollte (und aus der 1888 die Société des artistes francais entstand). Im Laufe der Zeit erweiterte Martinet die Aktivitäten seiner Galerie, in der Konzerte mit Werken von Hector Berlioz, Félicien David, Georges Bizet und Camille Saint-Saëns und Lesungen von Alexandre Dumas und Théophile Gautier stattfanden, der die Leitung der Société nationale des beaux-arts übernahm.
Nachdem die Société nationale des beaux-arts 1865 am Druck des Marktes und dem Misstrauen der französischen Regierung gescheitert war, wandelte Martinet seine Galerie in das Théâtre des Fantaisies-Parisiennes um, dessen Leitung Jules Champfleury übernahm. Martinet begann eine erfolgreiche Laufbahn als Theaterdirektor, die ihn schließlich an die Spitze des Théâtre-Lyrique führte. Ein Brand des Hauses wenige Monate nach seiner Amtsübernahme führte zu Martinets Ruin.
Er kehrte danach zur Malerei zurück und leitete in den 1880er Jahren einen Cercle des arts libéraux, in dem u. a. Auguste Rodin und Auguste Renoir ausstellten. 1887 eröffnete er erneut eine Galerie am Boulevard des Italiens, wo er ausschließlich Werke Georges Seurat zeigte. 1895 verstarb er, während er seine Memoiren verfasste.
| Personendaten    | Personendaten                                              |
| ---------------- | ---------------------------------------------------------- |
| NAME             | Martinet, Louis                                            |
| KURZBESCHREIBUNG | französischer Historienmaler, Galerist und Theaterdirektor |
| GEBURTSDATUM     | 1814                                                       |
| STERBEDATUM      | 1895                                                       |